# Argonectes robertsi
Argonectes robertsi är en fiskart som beskrevs av Langeani, 1999. Argonectes robertsi ingår i släktet Argonectes och familjen Hemiodontidae. Inga underarter finns listade i Catalogue of Life.